# Ernesto Torrusio
Ernesto Torrusio (Taranto, 6 gennaio 1887 – Molteno, 6 gennaio 1967) è stato un politico e dirigente sportivo italiano, presidente dell'Inter dal 1928 al 1929, undicesimo patron della squadra milanese.

## Biografia
Nato a Taranto, arrivò a Milano dalla Campania in gioventù.

### Attività politica
Il 23 marzo 1919 prese parte alla fondazione dei Fasci italiani di combattimento, fu uno dei sansepolcristi facenti parte della Massoneria.  Nel 1922 divenne segretario della Corporazione fascista industria e commercio della Confederazione nazionale delle corporazioni sindacali.
Fu eletto nel 1924 deputato nel Listone fascista e lo restò fino al 1929.
Membro del Direttorio della Federazione provinciale fascista milanese, ovvero l'ente fascista che controllava la più importante provincia del Nord Italia,
Fu vice podestà di Milano nel biennio 1927-29.
Quando nel 1928 Roberto Farinacci accusò il podestà Belloni e il segretario federale Mario Giampaoli di malversazioni, Torrusio si schierò con gli accusati. L'anno successivo, prima del processo, Mussolini destituì tutti. Fu nei fatti la fine politica di Torrusio che non fu ricandidato alle politiche del 1929.

### Attività sportiva
Con l'attribuzione a Leandro Arpinati (braccio destro di Benito Mussolini) della Presidenza Federale della Federazione Calcio, ogni remora dei gerarchi ad attribuirsi cariche sportive cadde in breve tempo. Torrusio divenne così nel 1927 presidente di una delle più importanti federazioni sportive dell'epoca, la Federazione Ciclistica Italiana (allora Unione Velocipedistica Italiana -
UVI), fino al 1929.

#### Presidente dell'Inter
All'inizio della stagione sportiva 1926-1927 a Milano la Unione Sportiva Milanese non navigava in buone acque e fu la prima vittima delle mire di Torrusio che ne divenne il Presidente, carica che conservò per due stagioni prima della fusione con l'Inter.
Torrusio era una persona molto intelligente ed ambiziosa: evidentemente l'U.S.M., che pure vantava un glorioso passato, non era abbastanza per lui. Alla nomina di Ernesto Belloni a Commissario Prefettizio ed in seguito a Podestà di Milano, Torrusio divenne il suo Vice.
In seguito, stabilite dall'alto le nuove direttive fasciste che ponevano ogni disciplina sportiva (ma soprattutto il calcio) a strumento di propaganda politica, furono istituiti nella primavera del 1927 gli Enti Sportivi Provinciali Fascisti alla cui Presidenza doveva essere posto o il Segretario Politico Provinciale oppure il suo braccio destro e la scelta cadde su Rino Parenti (anche lui come Torrusio membro del F.P.F.M.) il quale lo nominò Segretario.
Risollevate le sorti dell'U.S.M. e raggiunta la prevista promozione in Divisione Nazionale, furono attuate le direttive fasciste che stabilivano che in tutti i capoluoghi di Provincia (e non solo ma anche in molti comuni di medie dimensioni) che avevano più di una società ai massimi vertici di ogni federazione sportiva o che disputassero in soprannumero gli stessi campionati, l'E.S.P.F. milanese le avrebbe sfoltite, raggruppandole in una sola società sportiva per capoluogo.
Ad agosto 1928 sull'Inter di punto in bianco piombò la notizia che la sua fusione con l'Unione Sportiva Milanese era già stata decisa. I consiglieri nerazzurri si presentarono al Presidente, Senatore Borletti, chiedendo lumi. Questi non fece in tempo a rivolgersi alle gerarchie fasciste chiedendo di non toccare l'Inter.
Il giorno successivo Torrusio si presentò alla sede dell'Inter in Via Unione presentando le nuove credenziali di Commissario della Società Sportiva Ambrosiana così come stabilito dall'E.S.P.F., che equivaleva a dire che lui (ex Presidente dell'U.S.M. e Segretario dell'E.S.P.F.) si era autonominato dirigente dei nerazzurri per la nuova stagione sportiva 1928-1929.
Dopo il 1º settembre 1928 arriva la ratifica ufficiale della fusione fra Inter e U.S. Milanese: «A seguito della fusione tra le società F.C. Internazionale e U.S. Milanese deliberata dalle superiori gerarchie ed effettuata dall'Ente Sportivo Provinciale Fascista di Milano, il Segretario del Partito, udito il parere del Commissario, ha ratificato le modalità della fusione stessa, la quale evita la dispersione delle forze calcistiche milanesi e consente l'entrata della Fiumana in Divisione Nazionale . La nuova società assume il nome di Società Sportiva Ambrosiana. La maglia sociale sarà bianca.»
Sul campo di Via Goldoni ed in seguito all'Arena il coro dei tifosi rimarrà sempre «Inter, Inter!». Nel 1929 Torrusio lasciò la presidenza a Oreste Simonotti ed il pesante fardello di un notevole buco finanziario che il valente ex presidente del Casale riuscì a risanare ottenendo anche l'inatteso scudetto 1929-1930.

#### Torrusio lascia l'Ambrosiana indebitata
Il settimanale milanese "Milaninter", nell'agosto 1948, dopo aver pubblicato e ricostruito in due numeri consecutivi nella rubrica "Hanno annientato l'Inter" gli eventi che portarono alla fusione fra U.S.M. e Inter pubblicò le precisazioni fornite dal direttore sportivo dell'epoca Aldo Molinari, già dirigente dell'Unione Sportiva Milanese.
Nel numero del 7 settembre 1948 Molinari scrisse questo in una lettera indirizzata al direttore di Milaninter:
L'Ente quindi incaricò a Vito Baccarini di dirigere, quale Commissario straordinario, la S.S. Ambrosiana e di preparare il nuovo consiglio. Se la mia memoria non falla, eravamo nel febbraio o nel marzo del 1929. Vito Baccarini, aiutato da  alcuni amici entusiasti, tenne le redini del sodalizio milanese fino alla fine della stagione sportiva, cioè fino ai primi di giugno; non avendo potuto trovare l'aiuto finanziario necessario, rinunciava allora al mandato ricevuto. Faccio rilevare che per tutti gli "Internazionalisti" una occasione d'oro come quella avuta sotto mano era difficile si ripresentasse ancora nell'avvenire, tanto più che un primo successo Vito Baccarini già l'aveva ottenuto col fare ritornare i vecchi colori sociali: nero ed azzurro.

...omissis...

Quali erano nel giugno 1929 le condizioni della S.S. Ambrosiana? Circa un milione di debiti verso correntisti, fornitori, affitti ecc., oltre a diverse mensilità di stipendio ai giocatori. La società era senza dirigenti e senza possibilità di alcun incasso, essendo cessata ogni attività sportiva. Situazione veramente fallimentare!.

L'Ente provinciale sportivo naturalmente si preoccupò della situazione che sembrava senza uscita. Il conte Bonacossa ed il dott. Roseo (che dirigevano l'ente in quel momento) ebbero allora una idea veramente ... geniale!. Quella di demandare al sottoscritto l'incarico di... becchino della squadra milanese!. Fui chiamato a Roma dal Commissario del CONI, Turati, il quale mi invitò a "creare" ipso-facto, un nuovo presidente per l'Ambrosiana!.
...omissis...

Un solo aiuto mi pervenne mercé il prezioso ausilio dell'amico ing. Barassi. Questi mi fece avere un versamento a fondo perduto da parte dell'ing. Simonotti e questa somma mi fu sufficiente per tacitare i giocatori, i quali tutti si erano già preparati a passare ad altri sodalizi, ritenendo l'Ambrosiana ormai spacciata.»

### Nel dopoguerra
Nel dopoguerra divenne Gran maestro della Massoneria di Rito scozzese antico ed accettato per l'Italia (costituita nel 1948).